# الخیام
الخیام یک محوطه باستان‌شناسی در بیابان یهودیه در کرانه باختری رود اردن و نزدیک دریای مرده است. شواهد باستان‌شناسی نشان می‌دهد که گروه‌هایی از شکارچیان از اواسط دوران میان‌سنگی تا اوایل دوران نوسنگی به طور پیوسته در این مکان زندگی می‌کرده‌اند. یافته‌های باستانی در الخیام محوطه شاخص برای دوره خیامی به‌شمار می‌آید.
محوطه الخیام توسط رنه نوویل در ۱۹۳۴، توسط ژان پرو در ۱۹۵۱ و توسط گونزالس اشرگارای در ۱۹۶۱ حفاری شد.